# (17652) Nepoti
(17652) Nepoti  es un asteroide perteneciente al cinturón de asteroides, descubierto el 3 de noviembre de 1996 por Vittorio Goretti desde el Observatorio de Pianoro, en Italia.

## Designación y nombre
Nepoti se designó inicialmente como 1996 VQ1.
Más adelante fue nombrado en honor al astrónomo aficionado italiano  Giuliano Nepoti (n. 1949).

## Características orbitales
Nepoti orbita a una distancia media del Sol de 2,6602 ua, pudiendo acercarse hasta 2,4891 ua y alejarse hasta 2,8314 ua. Tiene una excentricidad de 0,0643 y una inclinación orbital de 11,4294° grados. Emplea en completar una órbita alrededor del Sol 1584 días.

## Características físicas
Su magnitud absoluta es 13,8. Tiene 9,974 km de diámetro. Su albedo se estima en 0,062. El valor de su periodo de rotación es de 13,0038 h.